# Aedes upolensis
Aedes upolensis är en tvåvingeart som beskrevs av E. Sydney Marks 1957. Aedes upolensis ingår i släktet Aedes och familjen stickmyggor. Inga underarter finns listade i Catalogue of Life.